# Loïc Kervran
Pour les articles homonymes, voir Kervran.
Loïc Kervran, né le 11 février 1984 à Moulins (Allier), est un homme politique français. Il est élu député de la troisième circonscription du Cher sous les étiquettes La République en marche puis Horizons depuis 2017, et conseiller municipal dans la commune d'Orcenais, dans le Boischaut Sud, depuis 2020.

## Biographie

### Jeunesse et études
Loïc Kervran suit ses études au lycée Marguerite-de-Navarre, à Bourges[réf. nécessaire].
Il est admis à l'Institut d'études politiques de Paris en 2002. Il y obtient un master en relations internationales en 2007, puis obtient un second master à la London School of Economics l'année suivante.
Il dit avoir obtenu également une licence d'histoire et d'histoire de l'art,.

### Parcours professionnel
En 2017, il travaille chez HSBC France où il est directeur adjoint de l'audit interne.

### Parcours politique
Il est le représentant d'En marche dans le département du Cher. Aux élections législatives de 2017, il est investi par son parti, devenu La République en marche, dans la troisième circonscription. Il est élu député au second tour, avec 51 % des voix face au socialiste sortant Yann Galut.
Candidat aux élections municipales de 2020 dans la commune d'Orcenais (250 habitants), Loïc Kervran est élu dès le premier tour.
Membre de la commission de la défense nationale et des forces armées et de la délégation parlementaire au Renseignement, il est co-auteur d'un rapport d'évaluation de la loi de 2015 sur le Renseignement. Il est co-rapporteur de la loi du 30 juillet 2021, relative à la prévention d’actes de terrorisme et au renseignement,,.
En décembre 2020, il quitte le parti En Marche et le groupe LREM à l'Assemblée nationale, pour rejoindre le groupe Agir ensemble,. S'il déclare rester « fidèle » à Emmanuel Macron, il regrette que le parti présidentiel se « referme sur lui même » et se trouve « dans l’incapacité à parler à ceux ayant des engagements politiques différents ». La réaction d'une partie de ses collègues du groupe LREM à l'assassinat de Samuel Paty et à l'affaire Avenir Lycéen impliquant le ministre Jean-Michel Blanquer aurait contribué à motiver son départ.
Il est également le suppléant d'Emmanuel Riotte, maire (LR) de Saint-Amand-Montrond, réélu conseiller départemental du Cher avec Clarisse Duluc, maire d'Orval, lors du second tour du scrutin départemental de juin 2021 avec 76,77 % de suffrages exprimés.
En juin 2025, il est désigné chef de file Horizons pour les élections municipales de 2026 à Bourges.

## Ouvrages
- co-écrit avec Olivier Marty, Le Liban et la crise syrienne, Paris, Éditions L'Harmattan, coll. « Confluences Méditerranée », 2012
- ouvrage collectif, Moyen-Orient 2012, Bilan géopolitique, Paris, Éditions du Cygne, 2013 (ISBN 978-2-84924-306-0).
- co-écrit avec Olivier Marty, Pour comprendre la crise syrienne. Éclairages sur un Printemps qui dure, Paris, Éditions L'Harmattan, 2013, 87 p. (ISBN 978-2-343-00038-1, lire en ligne).